# Jean Verstappen
Jean Jacques Alphonse Verstappen (Ukkel, 1 februari 1923 - Glimes, 17 oktober 2015) was een Belgisch senator.

## Levensloop
Verstappen promoveerde tot licentiaat in de administratieve wetenschappen en werd notarisklerk. Tijdens de Tweede Wereldoorlog was hij oorlogsvrijwilliger (hij was toen zeventien) en trad vervolgens toe tot het verzet.
In 1965 werd hij verkozen tot communistisch senator voor het arrondissement Nijvel en vervulde dit mandaat tot in 1968.
Na 1968 bleef Verstappen actief in communistische mantelorganisaties. Zo was hij actief binnen de Wereldraad voor de Vrede. 
Ook nog in 1982 stichtte hij de vereniging Rencontres pour la Paix. Hij was ook secretaris-generaal van de Association Belgique-Vietnam.
In juni 1985 leerde hij in Praag Jan Brañka kennen, die korte tijd daarop als spion en diplomaat naar Brussel kwam. Beide mannen lunchten minsten vijftig maal samen tussen 1986 en 1989. Verstappen beschouwde Brañka als een vertegenwoordiger van de Tsjechoslowaakse overheid en discussieerde met hem over de internationale toestand. Volgens hem deed hij dat in volle onafhankelijkheid. Nochtans kreeg hij bijdragen (verschillende honderdduizenden franken) voor zijn communistische en pacifistische publicaties.
In januari 2015 werd hij gehuldigd door de gemeenteraad van Incourt, de gemeente waar hij woonde.

## Publicaties
- Pourquoi des guerres ? Pourquoi pas la paix ?,  Limal, 1988.
- Pour la paix des étoiles, Limal, 1988.
- Construire l‟Europe. Contradictions et perspectives, Limal, 1989.